# Krigsåret 1799

## Pågående krig
- Franska revolutionskrigen (1792-1802)[1], andra koalitionskriget (1798-1801) 
  - Frankrike med flera på ena sidan
  - Österrike, Storbritannien, Ryssland med flera på andra sidan

- Indiankrigen (1622-1918)
  - Diverse stater i Amerika på ena sidan
  - Diverse indainstammar på andra sidan

## Händelser
- 16 april – Slaget vid Tabor.
- 27 april – Slaget vid Cassano.
- 25 juli – Slaget vid Abukir.

## Födda
- 27 februari – Edward Belcher, brittisk amiral.
- 8 september – José María Córdova, colombiansk general.
- 12 oktober – Jonathan Peel, brittisk krigsminister.
- okänt datum – Charles Yorke, 4:e earl av Hardwicke, brittisk amiral.

## Avlidna
- 23 april – Anton Johan Wrangel d.y., svensk amiral.
- 14 december – George Washington, amerikansk överbefälhavare och landets förste president.

### Fotnoter
1. ↑  ”World Statesmen”. http://www.worldstatesmen.org/WARS.html. Läst 28 juni 2011.